# Pogonichthys macrolepidotus
Pogonichthys macrolepidotus is een  straalvinnige vissensoort uit de familie van karpers (Cyprinidae). De wetenschappelijke naam van de soort is voor het eerst geldig gepubliceerd in 1854 door Ayres.
De soort staat op de Rode Lijst van de IUCN als Bedreigd, beoordelingsjaar 1996.